# Nikephoros II Orsini
Nikephoros II Orsini, död 1359, var en frankisk monark. Han var despot av despotatet Epirus 1335–1338 och 1356–1359.